# Roncegno Terme
Roncegno Terme (Ronzégno in dialetto trentino) è un comune italiano di 2 967 abitanti della provincia autonoma di Trento in Trentino-Alto Adige. È situato in Valsugana a 35 km da Trento, il capoluogo.
Il paese è gemellato con il quartiere praghese di Praga 6.

## Geografia fisica
Il territorio del comune di Roncegno Terme (535 metri s.l.m. presso piazza Municipio) è caratterizzato da una grande escursione altimetrica: partendo dal fondovalle con i 392,7 metri s.l.m. del punto più depresso, collocato in prossimità dell'alveo del Brenta vecchio, si raggiungono i 2381 metri s.l.m. del Gronlait. Dalle pendici nord della dorsale Panarotta – Fravort – Gronlait, che costituisce il confine tra bacino del Brenta e quello dell'Adige, si raggiunge il fondovalle del Brenta per risalire poi sul ripido pendio del rilievo che separa la valle principale dalla Val di Sella.
Queste caratteristiche determinano una separazione dell'area rispetto alle zone geografiche confinanti (Novaledo ad ovest, Ronchi e Borgo Valsugana ad est); l'unica via di comunicazione agevole è attualmente rappresentata dalla strada che attraversa il fondovalle, percorrendo la quale è possibile raggiungere Trento, situata ad ovest, a circa 30 chilometri di distanza, e Venezia in direzione est, posta circa a 130 chilometri. Sono presenti inoltre i valichi della Bassa (m 1834) e il Passo Portela (m 2152) che permettono il passaggio verso la valle del Fersina e la comunicazione con essa.
Nell'attuale territorio comunale di Roncegno Terme si trovano oggi la villa, i masi della montagna e l'abitato di Marter posto a valle in direzione Novaledo.
Sulla riva destra del torrente Larganza s'innalza il colle di San Biagio (m 679), sopra la zona detta Larganzoni. Qui sorge e forse sorgeva già nel tardo medioevo la chiesa di San Biagio, nominata nel 1533 e restaurata di recente.
Sul culmine del dosso si trovano gli scarsi resti del castello di Tesobbo. Ad occidente è posto il maso Tesobbo (m 730) che culmina nel monte Sant'Osvaldo. Su questo monte si trovano la Valle del Diavolo dove sgorgavano le sorgenti di acqua arsenicale ferruginosa che alimentò per un lungo periodo il centro termale di Roncegno, e la cosiddetta "Busa del Tossego", individuabile in una profonda gola, scavata dal torrente Larganza, oltre il colle di San Biagio, e caratterizzata dalla presenza di un'antica miniera di arsenico abbandonata. 
Nell'alta Valle del Larganza, sulla sua riva sinistra sotto il maso Bernardi, si trovano la Valle del Diavolo e i boschi di Sturmwolt ("Bosco degli uragani"). Il monte di Sant'Osvaldo (m 1450) si trova sopra san Biagio, passando dal maso Gretti e Prà del Voto (m 1181). Qui sorge la piccola chiesa dedicata a Sant'Osvaldo, chiesa a carattere devozionale costruita tra il XIII e il XVI secolo da una popolazione germanofona. Monte di Mezzo è la parte della montagna che si trova tra la Valle della Larganza e quella del torrente Chiavona. È costituita da molti masi, ricca di sorgenti ed è attraversata da molte mulattiere. È coltivata fino a 1000 metri circa d'altitudine; campi e vigneti si alternano a boschi di castagni.

## Storia
La zona, fin dal XV secolo fu abitata da comunità germanofone, spesso provenienti direttamente dalle altre zone tedesche dell'alta Valsugana (ci sono testimonianze numerose di passaggi di persone dalla vicina Valle dei Mocheni), e fino al '700 questa comunità era ancora presente. Numerose sono ancora le tracce di questa presenza nei cognomi e nei toponimi locali; località come "Cofleri", "Fraineri", "Mocchi", "Beberi", "Palaieri", "Striccheri", ne testimoniano l'origine tedesca.
Sopra i masi, abitati tutto l'anno, inizia il bosco in mezzo al quale si trovano delle radure tenute a prato con la “casara” per l'alpeggio. Quelle più in basso dette “stalete” servono a tutt'oggi, seppur in misura minore rispetto al passato, per il maggengo, vale a dire la sosta intermedia tra la sede di partenza e la malga del pastore con i bovini. 
Tra le località più note ricordiamo Cinquevalli, conca montana sulla sinistra del Rio Argento, dove erano presenti molte miniere aperte nel XVI-XVII secolo e abbandonate verso la metà dell'Ottocento, da cui si ricavava argento, piombo, materiali zinciferi, pirite, fluorite, quarzo. Serot (m 1566) si raggiunge dalla località Pozze che si trova sul versante opposto del monte Sturmwolt. Qui le pendici sono ricoperte da una fitta vegetazione con vaste radure, pascoli e molte baite. La zona di Serot si trova sul versante sinistro della valle del Larganza, sotto le creste del Gronlait. Le Prese sono una località della montagna di Roncegno dove si trova un lago molto suggestivo, lungo 90 metri circa e largo 40 metri, posto all'inizio della valle del Larganza. Sopra quest'area si trova la malga delle Prese Vecchie e salendo ancora la Val della Portela con l'omonimo passo che consente il collegamento con la Valle del Fersina.
Il settore orientale della montagna di Roncegno prende il nome dalla chiesetta di Santa Brigida che sorge su una collina sulla riva sinistra del torrente Chiavona, sopra la località Rozzati. In quest'area, sulla destra del rio San Nicolò, c'è il dosso (m 698) dove si trovano i resti del campanile della chiesa di San Nicolò, risalente, secondo gli ultimi studi condotti dal settore Beni Archeologici della Provincia autonoma di Trento, almeno al XIV secolo. Questa chiesetta sorge su una terrazza posta una decina di metri sotto il culmine del dosso ed è attorniata da resti di mura di antiche costruzioni.

Oltre la valle, sotto il maso Montebello (m 716), su un colle, si trovano pochissimi resti del Castello di Montebello. Si ritiene che i dossi di San Nicolò e di Montebello costituissero in origine un unico complesso sul quale si disponevano le costruzioni facenti parte del castello. Fu forse un'alluvione a separare le due aree e ad incidere profondamente la montagna.
 
Il paese, che sorge nell'area di congiunzione delle strade che scendono dai tre settori, è chiamato anche ai nostri giorni Villa e si distingue in “Vila de Sora” e “Vila de Soto”. Si trova tra i due torrenti Larganza e Chiavona, ai piedi di Monte di Mezzo e di Santa Brigida. Gode di un buon clima perché difeso dai monti Tesobbo, Fravort, Gronlait e dalle colline di Santa Brigida. Attorno al paese, nella campagna, si trovano ancora vaste aree coltivate, vigneti e campi nelle località Prela, Rorei, Ferme, identificabili con alcune delle zone nominate nei documenti del XIII-XIV secolo.

### Simboli
Stemma
Lo stemma è stato riconosciuto con decreto del Capo del Governo del 31 marzo 1930.
Gonfalone

## Monumenti e luoghi d'interesse

### Architetture religiose
- Chiesa dei Santi Pietro e Paolo, parrocchiale che risale al XV secolo.
- Chiesa di Santa Brigida, parrocchiale della frazione di Santa Brigida.
- Chiesa di Santa Margherita, parrocchiale della frazione di Marter.
- Chiesa di San Silvestro, presso Marter.

## Società

### Evoluzione demografica
Abitanti censiti

## Geografia antropica
Elenco dei 44 masi:
Albio, Auseri, Beberi, Bernardi, Bocheri, Cadenzi, Caneva, Cofleri, Colgioneri, Craneri, Crozzeri, Dell'Aria, Fraineri, Gasperazzo, Gionzeri, Gretti, Groffi, Lagon, Mandela, Masetti, Molini, Montebello, Montibelleri, Muro, Pacheri, Pinzeri, Postai, Rincheri, Robello, Roneri, Roveri, Rozza, Salcheri, Sasso, Scali, Scalvin, Smideri, Stralleri, Striccheri, Tesobbo, Ulleri, Vazzena, Vestri, Zaccon, Zanorgi, Zonti, Zotteli.

## Alcune cartoline d'epoca

## Amministrazione
| Periodo | Periodo   | Primo cittadino   | Partito      | Carica  | Note |
| ------- | --------- | ----------------- | ------------ | ------- | ---- |
| 2010    | in carica | Mirko Montibeller | lista civica | Sindaco |      |